# Киршіє
Киршіє (рум. Cârșie) — село у повіті Караш-Северін в Румунії. Входить до складу комуни Сікевіца.
Село розташоване на відстані 341 км на захід від Бухареста, 63 км на південь від Решиці, 123 км на південь від Тімішоари.

## Населення
За даними перепису населення 2002 року у селі проживали 58 осіб, з них 57 осіб (98,3%) румунів. Рідною мовою 57 осіб (98,3%) назвали румунську.